# Monomorium luisae
Monomorium luisae är en myrart som beskrevs av Auguste-Henri Forel 1904. Monomorium luisae ingår i släktet Monomorium och familjen myror. Inga underarter finns listade i Catalogue of Life.